# Cambrai
Cambrai (hollandsk: Kamerijk) er en fransk by i departementet Nord. Byen ligger ved den øvre Schelde (fransk: Escaut) og er kendt for sin tekstilindustri. Det omkringliggende område anvendes til landbrug.
Cambrai var særligt kendt for fremstilling af kammerdug (batist, et fint hørstof), som først blev fremstillet i byen.

## Historie
I romertiden hed byen Cameracum. Omkring år 445 blev Cambrai hovedstad i et frankisk kongerige og sene en del Merovingernes. Omkring år 800 lod Karl den Store byen befæste. Omkring år 1076 fik byen stadsrettigheder.
Omkring 1150 blev byggeriet af katedralen påbegyndt. Den fik betegnelsen
"la merveille des Pays-Bas" ("vidunderet i Nederlandene") og blev færdig i 1472. Indbyggerne i byen behøvede ikke at betale skat, da kirken var velhavende. Desuden var katedralen berømt for sin musik.
I 1508 sluttede Ludvig 12. af Frankrig, kejser Maximilian 1., Spanien, kong Henrik 8. af England og pave Julius 2. sig sammen i Cambrailigaen, et forbund som havde til formål at erobre Republikken Venedigs besiddelser på det italienske fastland.
Med underskrivelsen af Damefreden i Cambrai i 1529 blev krigen mellem Frans 1. af Frankrig og kejser Karl 5. afsluttet. Cambrai blev i 1677 annekteret af Frankrig.
Under den franske revolution blev katedralen ødelagt i 1793. I det 19. århundrede blev en ny Notre-Dame katedral opført.

### 20. århundrede
Under 1. verdenskrig blev Cambrai besat af tyske tropper i 1914. Cambrai var et strategisk vigtigt jernbaneknudepunkt og havde dermed stor betydning for forsyningen af den tyske front. Af samme grund placerede Paul von Hindenburg sit hovedkvarter i Cambrai. Fra 20. november til 6. december 1917 udkæmpedes slaget ved Cambrai , som var første gang kampvogne blev indsat i stort tal. Tyskerne satte byen i brand inden de trak sig tilbage i 1918. Hele byens centrum måtte genopføres. Af de 2.500 huse blev 1.500 fuldstændig ødelagt.
Under 2. verdenskrig blev mange dræbt og såret under de allieredes luftangreb på jernbanen og ud af 7.464 huse i byen blev 3.329 beskadiget og 803 ødelagt.

## Trafik
Sydvest for Cambrai krydser motorvejen mellem Paris og Bruxelles motorvejen mellem Calais og Troyes.
Hovedvejene N30, N43 og N44 går til Cambrai.
Cambrai ligger ved Schelde og er dermed forbundet med havet. Her begynder også Canal de Saint-Quentin, som forbinder Schelde med Oisedalen.

## Økonomi
Udover tekstilindustri rummer byen industri til forædling af landbrugsprodukter fra omegnen og serviceerhverv.

## Seværdigheder og mindesmærker
Byen rummer Notre Dame katedralen og kirken Saint-Géry samt et rådhus, som alle stammer fra det 19. århundrede.
I byparken i Cambrai står der også et stort monument over Louis Blériot, som blev født i byen. Her er der også et mindesmærke over det allierede angreb den 20. november 1917, som blev blev anført af den 3. britiske armé. Der er også en mindetavle for de civile ofre under slaget.
I "Route des Solesmes" ligger der en krigskirkegård fra 1. verdenskrig hvor der ligger 10.685 tyskere, seks rumænere, 192 russere og 502 briter, som døde under krigen.
På N30 i Louverval er der en krigskirkegård med 7.048 britiske soldater, som døde under slaget ved Cambrai.

## Eksterne kilder
- Officiel hjemmeside
- Historiske kort Digitaliseret af Universitäts- und Landesbibliothek Düsseldorf